# 格奈烏斯·多米提烏斯·科爾布羅
格奈烏斯·多米提烏斯·科爾布羅（Gnaeus Domitius Corbulo，7年—67年）是羅馬帝國早期的一位將軍，羅馬－安息戰爭期間的羅馬軍隊統帥。

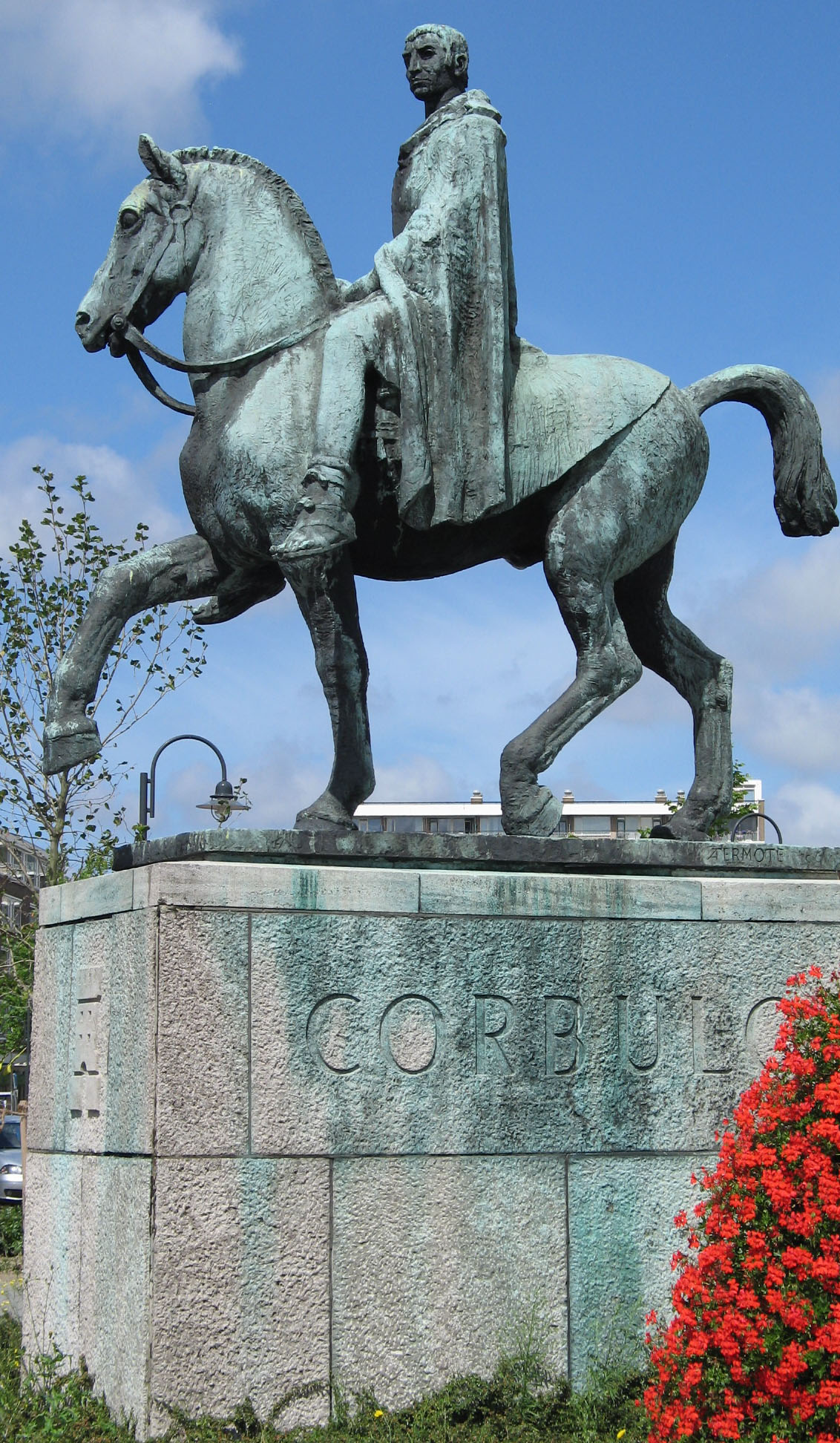
位於福爾堡的科爾布羅雕像

科爾布羅的母親是維斯蒂莉婭，他的異父姊妹米洛妮亞·凱索妮亞是卡利古拉的皇后。尼祿在位初期指派科爾布羅前往東方解決亞美尼亞問題，58年他將梯里達底一世趕下亞美尼亞王位並換上順從於羅馬的提格蘭六世。然而，當科爾布羅的女婿阿尼烏斯·維尼伽努斯圖謀推翻尼祿失敗被處決後，尼祿對科爾布羅也起了疑心；67年尼祿將維斯帕先立為東方統帥並把他召回希臘。科爾布羅抵達希臘後，尼祿派遣使者命令他自盡。科爾布羅拔刀，死前大喊：Axios!（意為「我值得」）。

## 婚姻子女
科爾布羅的妻子是卡西婭·隆吉娜（Cassia Longina），蓋烏斯·卡西烏斯·朗基努斯的女兒。他們的女兒就是之後的羅馬皇后多米提雅·隆吉娜。